# Cuers
Cuers este o comună în departamentul Vaucluse din sud-estul Franței. În 2009 avea o populație de 10.041 de locuitori.

## Evoluția populației
| An        | 1975  | 1982  | 1990  | 1999  | 2006  | 2009   |
| --------- | ----- | ----- | ----- | ----- | ----- | ------ |
| Populație | 5.453 | 6.571 | 7.027 | 8.174 | 9.542 | 10.041 |